# AT-X
Az AT-X (アニメシアターX; Anime Siatá X; Hepburn: Anime Shiatā X; Anime Theater X) japán animecsatorna, amely az  AT-X, Inc. (株式会社エー・ティー・エックス; Kabusikigaisa É-Tí-Ekkuszu; Hepburn: Kabushikigaisha Ē-Tī-Ekkusu) tulajdonában áll. Az  AT-X, Inc.-t 2000. június 26-án alapították a TV Tokyo Medianet leányvállalataként, ami viszont a TV Tokyo leányvállalata. Székhelye Mintatóban, Tokióban található. Az AT-X hálózata 1997. december 24-én kezdte meg műholdas és kábeles sugárzását.
Szlogenjük „Van rankudzsó no anime szenmon csanneru” (ワンランク上のアニメ専門チャンネル; Hepburn: Wan rankujō no anime senmon channeru, ’Egy elsőrangú anime specialitású csatorna’).
Az AT-X számos Comic Gum-sorozat animeadaptációjának elsődleges vetítője. Itt volt látható először az Ikkitószen, az Amaenaidejo!! és a Fight ippacu! Dzsúden-csan!! is.
Prémium csatornaként az AT-X több animesorozatnak is a cenzúrázatlan változatát vetítette, mint a Fight ippacu! Dzsúden-csan!!, az Amaenaidejo!!, a Girls Bravo, az Elfen Lied vagy a Mahoromatic, melyeket más csatornákon, mint a TV Tokyo, cenzúrázottan vetítettek a gyakori meztelenség, erőszak és más tényezők miatt.

## Története
Az AT-X 1997. december 24-én kezdte meg sugárzását a DirecTV-n. 1999-ben mutatta be az első saját gyártású műsorát, a Diamond Time-ot. 2000. június 26-án a csatorna önálló vállalkozássá vált, megalapították az AT-X Inc.-t. 2000. szeptember 30-án a DirecTV megszüntette működését Japánban, október 1-jén a Sky! PerfecTV vette át az AT-X-et (2002-től Sky! PerfecTV 2 is).
2001 májusában indult el az első AT-X által finanszírozott anime, a Figure 17.
2004. január 26-án a csatorna elindította online áruházát, 2005. július 12-től elérhetővé vált a mobil változat is.
2009. április 1-től 24 órássá vált az adás, júniusban Ivata Keiszuke lett az AT-X Inc. elnöke, majd október 1-jével indult a HD felbontású változat (a SKY HD! és a Hikari TV, 2011-től a J:COM sugárzásában is). 2010. január 27-étől 4:3-ról 16:9 képarányra álltak át.
2012-ben az AT-X csatlakozott az Association of Copyright for Computer Softwarehez, hogy jobban felvehesse a harcot műsorainak internetre való illegális feltöltéseivel.
2013. február 28-tól teljesen megszűnt a csatorna SD sugárzása. 2013 áprilisában pedig bemutatta ez első nem anime rajzfilmsorozatot, az Én kicsi pónim: Varázslatos barátságot. 2013. november 29-én bezárt a csatorna webáruháza.

## Műsorok
Az alábbi listában az AT-X-en vetített műsorok láthatóak a csatornán való bemutatójuk éve szerint rendezve.

### 1997
- Virus Buster Serge

### 1998
- Ginga eijú denszecu: Gaiden 2

### 1999
- Next szenki Ehrgeiz

### 2001
- Alien Nine
- Figure 17
- Hanaukjó Maid Team
- Z.O.E. Dolores,i

### 2002
| - Aszagiri no miko - Azumanga daió - Barom One - Firestorm - Genma taiszen | - Gun Frontier - Maó Dante - Sicsinin no Nana - Sinszeikiden Mars - Wild 7 Another |

### 2003
| - Cinderella Boy - Divergence Eve - Gungrave - Ikkitószen | - Kaleido Star - Sinkon gattai Godannar - Submarine Super 99 |

### 2004
| - Burn-Up Scramble - Cuki va higasi ni Hi va nisi ni: Operation Sanctuary - Elfen Lied - Gantz: Second Stage - Hanaukjó Maid Team: La Verite - Kita e | - Miszaki Chronicles - Ragnarok the Animation - To Heart – Remember My Memories - Toppu o nerae 2: Diebuster - Wind: A Breath of Heart |

### 2005
| - Amaenaide jo!! - Aria the Animation - Capeta - Comic Party Revolution - Idaten Jump - Kaleido Star: A feltámadt főnix | - Kamichu – Az iskolás istennő - Mahó sódzso Lyrical Nanoha A’s - Speed Grapher - To Heart 2 - Zettai szeigi Love Pheromone |

### 2006
| - Amaenaidejo!! Kacu!! - Aria the Natural - Bakegjamon - Binbó simai monogatari - Bokuszacu tensi Dokuro-csan - Demonbane - Flag - Gakuen Heaven - Galaxy Angel Rune - Gift: Eternal Rainbow - Glass no kamen - Josikószei Girl’s High - .hack//Roots - Higurasi no naku koro ni - Himavari! - Kasimasi: Girl Meets Girl - Katekjó Hitman Reborn! | - Kiba - Kilari - Lemon Angel Project - Lovedol: Lovely Idol - Magikano - Marginal Prince: Gekkeidzsu no ódzsitacsi - Project Blue Earth SOS - Rakugo tennjo ojui - School Rumble: Nigakki - Simoun - Soul Link - Szókó no Strain - Szumomomo Momomo – Csidzsó szaikjó no jome - Tokimeki Memorial Only Love - Tsuyokiss - Cool×Sweet - Utavarerumono - Zegapain |

### 2007
| - AIKa R-16: Virgin Mission - Aria the OVA: Arietta - Ayakashi (visual novel) - Bamboo Blade - Blue Drop - Bokurano - Bokuszacu tensi Dokuro-csan 2 - Code-E - Dódzsin Work - Dragonaut – The Resonance - Dzsúsin enbu - Ef – A Fairy Tale of the Two. - El Cazador de la Bruja - Gurren Lagann - Hajate no gotoku - Heroic Age - Higurasi no naku koro ni Kai - Hitohira - Icsigo Masimaro OVA - Idolmaster: Xenoglossia - Ikkitószen: Dragon Destiny - Kamicsama Karin - Kisin taiszen Gigantic Formula - Kiss Dum: Engage Planet - Kjósiró to tova no szora - Kono aozora ni jakuszoku o – Jókoszo Cugumi Rjó he | - Kótecu szangokusi - Minami-ke - Moetan - Mokke - Myself ; Yourself - Nagaszarete Airantó - Over Drive - Potemajo - Red Garden: Dead Girls - Pururun! Sizuku-csan aha! - Saint Beast: Kouin dzsodzsisi tensi tan - Saint October - School Days - Shining Tears X Wind - Shugo Chara! - Sinkjoku szókai Polyphonica - Sisters of Wellber - Sketchbook ~full color’S~ - Sky Girls - Sola - Strait Jacket - Szeto no hanajome - Szuteki tantei Labyrinth - Tóka gettan - Zombie-Loan |

### 2008
| - Akaneiro ni szomaru szaka - Amacuki - Aria the Origination - Blassreiter - Bus Gamer - Csajkommandó - Ef: A Tale of Melodies - Ga-Rei: Zero - Hakusaku to jószei - Hatenkó júgi - Ikkitószen: Great Guardians - Jocunoha - Kamen no Maid Guy - Kanokon: The Girl Who Cried Fox - Kemeko Deluxe! - Koihime muszó - Live On Cardliver Kakeru - Magician’s Academy - Minami-ke: Okavari - Mission-E - Mnemosyne: Munemosune no Muszumetacsi | - Monochrome Factor - Mugen no dzsúnin - Nabari no ó - Neo Angelique Abyss - Net Ghost PiPoPa - Nogizaka Haruka no himicu - Ókami to kósinrjó - Prism Ark - S · A: Special A - Sands of Destruction - Sikabane hime - Sisters of Wellber Zwei - Skip Beat! - Slayers Revolution - Soul Eater - Szekirei - To Love-Ru - Toaru madzsucu no Index - Toradora! - The Tower of Druaga: The Aegis of Uruk - Zettai Karen Children |

### 2009
| - 07-Ghost - 11eyes: Cumi to bacu to aganai no sódzso - AIKa ZERO - Asura Cryin’ - Asura Cryin’ 2 - Bakemonogatari - Canaan - Cross Game - Fight ippacu! Dzsúden-csan!! - GA Geidzsucuka Art Design Class - Gokudzsó!! Mecha Mote Iincsó - Hajate no gotoku!! - Joku vakaru gendai mahó - Kanamemo - Kanokon: Manacu no daisanikuszai - Mainicsi Kaaszan - Maria†Holic - Maria-szama ga miteru - Minami-ke: Okaeri - Miracle Train – Óedo-szen e jókoszo - Nacu no arasi! - Nacu no arasi! Akinai-csú - Nacume júdzsin-csó - Zoku Nacume júdzsin-csó - Needless - Neo Angelique Abyss: Second Age - Nogizaka Haruka no himicu: Purezza | - Ókami to kósinrjó II - Phantom: Requiem for the Phantom - Princess Lover! - Queen’s Blade: Ruró no szensi - Queen’s Blade 2: Gjokuza o cugumono - Rideback - Saki - Sikabane hime: Black - Sinkjoku szókai Polyphonica Crimson S - Sin Koihime muszó - Sin Mazinger Sógeki! Z Hen - Slap-up Party: Arad Senki - Slayers Evolution-R - Szaszameki koto - Szeiken no Blacksmith - Szora no manimani - Szora o kakeru sódzso - Szora o miageru sódzso no hitomi ni ucuru szekai - Tayutama: Kiss on my Deity - The Tower of Druaga: The Sword of Uruk - To Love-Ru OVA - Toaru kagaku no Railgun - Umi monogatari: Anata ga ite kureta koto - Umineko no naku koro ni - Vampire Knight - Vampire Knight Guilty - White Album |

### 2010
| - Arakava Under the Bridge - Arakava Under the Bridge x Bridge - Aszobi ni iku jo! - B Gata H Kei - Baka to Test to Sókandzsú - Csú-Bra!! - Dance in the Vampire Bund - Denszecu no júsa no denszecu - Fortune Arterial: Akai jakuszoku - Hakuóki - Hakuóki: Hekkecuroku - Hanamaru Jócsien - Harukanaru toki no naka de 3: Ovari naki unmei - Highschool of the Dead - Hime csen! Otogi csikku idol Lilpri - Hjakka rjóran Samurai Girls - Icsiban Usiro no Dai Maó - Ikkitószen: Xtreme Xecutor - Kecu-Inu - Kiss×sis - Ladies versus Butlers! - Micudomoe - MM! | - Motto To Love-Ru - Otome jókai Zakuro - Ókami-szan - Panty & Stocking with Garterbelt - SD Gundam Szangokuden Brave Battle Warriors - Shugo Chara!! Doki— - Shugo Chara! Party! - Sin Koihime muszó: Otome tairan - Sora no woto - Super Robot Taiszen OG Dzsí: Inspector - Szajonara, Zecubó-szenszei - Szeikimacu Occult Gakuin - Szeikon no Qwaser - Szeitokai jakuindomo - Szekirei: Pure Engagement - Szenkó no Night Raid - Szukufuku no Campanella - Toaru madzsucu no Index II - Working!! - Yosuga no Sora - Zan: Szajonara, Zecubó-szenszei - Zoku: Szajonara, Zecubó-szenszei |

### 2011
| - 30-szai no hoken taiiku - Astarotte no omocsa! - Baka to Test to sókandzsú 2 - Ben-To - Cardfight!! Vanguard - Cross Fight B-Daman - C³ - Danball szenki - Dantalian no soka - Dororon Enma-kun Meeramera - Freezing - Gintama’ - Gosick - Hakuóki: Szekkaroku - Hen Semi - Highschool of the Dead: Drifters of the Dead - Hosizora e kakaru hasi - Ikoku meiro no Croisée - Inazuma Eleven GO - Jondemaszujo, Azazel-szan - JuruJuri - Kore va Zombie deszu ka? - Kamiszama Dolls - Kami-szama no memo-csó - Last Exile: Ginjoku no Fam - Level E | - Madzsi de vatasi ni koi sinaszai! - Maken-ki! - Manjú hiken-csó - Maria†Holic: Alive - Masiroiro Symphony: The Color of Lovers - Mavaru Penguindrum - Micudomoe zórjócsú! - Nekogami jaojorozu - Oniicsan no koto nanka zenzen szuki dzsanain dakara ne—!! - Oretacsi ni cubasza va nai - Queen’s Blade: Ucukusiki tósitacsi (OVA) - R-15 - Rio: Rainbow Gate! - Ró-Kjú-Bu! - Sakugan no Shana III (Final) - Sket Dance - Softenni - Sinrjaku!? Ika Muszume - Steins;Gate - Szeikon no Qwaser II - Szekai-icsi hacukoi - Szekai-icsi hacukoi 2 - Szengoku otome: Momoiro Paradox - Tamajura - Uta no Prince-szama – Madzsi Love 1000% - Working’!! |

### 2012
| - Accel World - Ano nacu de matteru - Aoi szekai no csúsin de - Btooom! - Campione! - Cardfight!! Vanguard: Asia Circuit Hen - Chitose Get You!! - Cross Fight B-Daman eS - Dakara boku va, H ga dekinai. - Danball Senki W - Dansi kókószei no nicsidzsó - gdgd Fairies - Hagure júsa no Aesthetica - Haijore! Njaruko-szan W - Hakuóki: Reimeiroku - High School DxD - Kore va Zombie deszu ka? of the Dead - Jormungand - Jormungand: Perfect Order - JuruJuri♪♪ | - K - Kokoro Connect - Koi to szenkjo to chocolate - Madzsi de otaku na english! Ribbon-csan: Eigo de tatakau mahó sódzso - Muv-Luv Alternative: Total Eclipse - Nacume júdzsin-csó Szan - Nacume júdzsin-csó Si - Nazo no kanodzso X - Oda Nobuna no jabó - Oniicsan dakedo ai szae areba kankeinai jo ne! - Papa no iukoto o kikinaszai! - Queen’s Blade Rebellion - Saki Acsiga-hen episode of Side-A - Sirokuma Cafe - Sword Art Online - Tamajura: Hitotosze - Tennis no ódzsiszama II - To Love-Ru Darkness - Wooser no szono higurasi - Zero no cukaima F |

### 2013
| - Ai Mai Mi - Amnesia - Bakumacu Gidzsinden Roman - Cardfight!! Vanguard: Link Joker - Coppelion - Cuticle tantei Inaba - Da Capo III - Daiya no A - Date A Live - Én kicsi pónim: Varázslatos barátság - gdgd Fairies 2 - Golden Time - High School DxD New - Jama no szuszume - Jukikaze - Júsa ni narenakatta ore va sibusibu súsoku o kecui simasita. | - Kami-szama no inai nicsijóbi - Kiniro Mosaic - Kotoura-szan - Love Lab - Mangirl! - Machine-Doll va kizucukanai - Minami-ke: Tadaima - Mondaidzsi-tacsi ga iszekai kara kuru szó deszu jo? - Non non bijori - Oresura - Strike the Blood - Szenran Kagura - Szenjú. - Toaru kagaku no Railgun S - WataMote |

### 2014
- Akuma no Riddle
- Black Bullet
- D-Frag!
- Date A Live II
- Dragonar Academy
- Fairy Tail
- Gocsúmon va uszagi deszu ka?
- Gokukoku no Brynhildr
- Hamatora
- Inugami-szan to Nekojama-szan
- Issúkan Friends
- Jama no szuszume II
- Jókai Watch
- Kageró Project
- Kanodzso ga flag o oraretara
- Kenzen Robo Daimidaler
- Maken-ki! Cú
- Mikakunin de sinkókei
- Mahóka Kókó no rettószei
- No Game No Life
- Nobunaga the Fool
- Nobunagun
- Oneecsan ga kita
- Selector Infected WIXOSS
- Soul Eater Not!
- Space Dandy
- Strange+
- Super Sonico
- Szaikin, imóto no jószu ga csotto okasiin da ga
- Toaru hikúsi e no koiuta
- Tonari no Szeki-kun
- Trinity Seven
- Wake Up, Girls!
- Witch Craft Works
- Wizard Barristers: Benmashi Cecil
- Wooser no szono-hi-gurasi: Kakuszei-hen
- Z/X